# فرانک گاوا
فرانک گاوا (فرانسوی: Franck Gava‎؛ زادهٔ ۳ فوریهٔ ۱۹۷۰) بازیکن سابق فوتبال اهل فرانسه است.
از باشگاه‌هایی که در آن بازی کرده‌است می‌توان به باشگاه فوتبال رن، باشگاه فوتبال موناکو، باشگاه فوتبال نانسی، باشگاه فوتبال المپیک لیون و باشگاه فوتبال پاری سن ژرمن اشاره کرد.
وی همچنین در تیم ملی فوتبال فرانسه بازی کرده‌است.